# Der Unverstandene
Der Unverstandene (Incompreso) ist ein italienisches Filmmelodrama aus dem Jahre 1966 von Luigi Comencini. Die Handlung nach einem Roman von Florence Montgomery berichtet vom Unverständnis, das nach dem Tod der Mutter zwischen einem Sohn und seinem Vater entsteht.

## Handlung
Der britische Konsul Duncombe ist mit seiner Familie in Florenz angesiedelt. Als seine Frau nach schwerer Krankheit in ein Spital verlegt wird und stirbt, teilt er das nur dem 8-jährigen Sohn Andrea mit; den 4 Jahre alten Milo hält er für zu empfindlich, um sogleich vom Tod der Mutter zu erfahren. Für den Haushalt und die Beaufsichtigung der Kinder stellt er die Betreuerin Luisa ein, der Andrea von Beginn an feindlich und ungehorsam begegnet.
Während der Konsul Milo viel Fürsorge zukommen lässt und ihm Gutenachtgeschichten vorliest, übergeht er Andrea. Dieser fühlt sich mit seiner Trauer allein gelassen. Entnervt von der Unbotmäßigkeit der Knaben verlässt Luisa das Haus und wird durch die sanftere Judy ersetzt. Am Geburtstag des Vaters bricht Andrea in die Stadt auf, um ihm ein Geschenk zu kaufen, begleitet vom aufsässigen Milo, den er gar nicht hat mitnehmen wollen. Als sie spät dran sind und sich auf dem Rückweg mit dem Fahrrad an einem Bus festhalten, sieht sie zufällig ihr Vater und zürnt über die gefährliche Fahrweise. Dennoch bemüht er sich um Nachsicht und erklärt Andrea, das schönste Geschenk, das dieser ihm geben könne, sei Folgsamkeit. Abends hört er sich Tonbandaufnahmen an, auf denen seine Frau spricht. Andrea entdeckt das Band und lauscht, vom Vater unbemerkt, ebenfalls ihrer Stimme. Durch Fehlbedienung des Geräts löscht er allerdings die Aufnahme. Vor dem Vater, der das Band vermisst, leugnet er, etwas damit zu tun zu haben, sucht aber verzweifelt einen Fachhändler auf, der die Aufnahme nicht retten kann. Dort vergreift sich Andrea an einer Flasche Likör. Onkel Will, der zu Besuch ist, hilft dem Betrunkenen und wahrt vor dem Konsul sein Schweigen. Um mehr Zugang zu Andrea zu finden, führt ihn der Vater in sein Büro im Konsulat und verspricht ihm, ihn am Wochenende nach Rom mitzunehmen. Andrea ist begeistert und wäscht zuhause aus eigenem Antrieb das Auto, wobei sich ihm sein eifersüchtiger, quengelnder Bruder aufdrängt und sich absichtlich nass macht. Für die folgende Erkältung Milos macht der Konsul Andrea verantwortlich und fährt ohne ihn nach Rom ab.
Nun streunt Andrea öfter allein durch die Stadt oder am Fluss. Als er einen über dem Fluss hängenden Ast hochklettert, entdeckt ihn Milo und steigt ebenfalls auf, wodurch der Ast bricht und Andrea stürzt. Mit einer Wirbelsäulenverletzung liegt er auf dem Sofa, von dem aus er das Porträt der Mutter betrachten kann. Auch dass der Konsul für die Behandlung die besten Ärzte heranzieht, kann nichts daran ändern, dass Andrea gelähmt bleiben wird. Der Knabe äußert den Wunsch, nicht weiterleben zu wollen. Der Konsul bekennt, ob seines eigenen Schmerzes über den Tod seiner Frau den Schmerz Andreas nicht bemerkt zu haben, und spricht ihm seine Liebe und seinen Stolz aus, ehe dieser stirbt. Nun begreift Duncombe, dass nicht Milo, sondern Andrea der empfindlichere seiner beiden Söhne gewesen ist.

## Thema
Hinsichtlich Genre ist der Film dem Melodrama zuzurechnen, auch wenn sich gelegentlich Humor in der Gestalt von Onkel Will bemerkbar macht. Sein Spannungsbogen mündet notwendigerweise in den Tod Andreas, jedoch ohne die Weinerlichkeit, die der Romanvorlage eigen ist. Die dargestellte Familie ist wohlhabend; die völlige Abwesenheit ökonomischer Zwänge erlaubt es dem Regisseur, sich ganz dem psychologischen Aspekt des Vater-Sohn-Konflikts zu widmen. Die unterschiedliche Betroffenheit der zwei Söhne „betont Comencini in seinen Filmen oft, dass jüngere Kinder eine Art natürlicher Härte haben, die es ihnen ermöglicht, durchzustehen […] während sie mit dem Größerwerden verletzlicher werden“. Der jüngere Bruder verfügt über die kindliche Boshaftigkeit, die für sein Alter üblich ist, und die ihn gegen ein Trauma nach dem Verlust der Mutter wappnet. Das selbstzerstörerische Verhalten des älteren hingegen ist ein Hilferuf nach Verständnis und Zuneigung.

## Bewertungen
In den Cahiers du cinéma gab es zwar Lob für Kameramann Armando Nannuzzi – man könne die Schönheit der kadrierten Bilder, der Landschaften und Dekors nicht genug rühmen. Der Film sei mit mehr Routine, mehr Ellipsen angefertigt und mit einer Darstellung, die einem üblichen Melodrama weit überlegen sei; Comencinis Geschicklichkeit sei erstaunlich. „Er ist mehr als ein Handwerker, doch sehr viel weniger als ein Auteur.“ Denn er habe zu wenig persönlichen Bezug zum Stoff, und sehe lediglich Problemstellungen der Inszenierung, ohne das Drehbuch zu hinterfragen, so dass er in einen gewissen Zynismus gerate.
Laut Jean A. Gili, Verfasser eines Buchs über Comencini, lasse der Filmemacher einige Bitterkeit einfließen, um krisenhafte Strukturen anzuklagen, in diesem Film in eine Familienstruktur, die von Gleichgültigkeit und Unverständnis geprägt und deshalb eine tödliche Struktur sei. Die letzten Szenen des Films hätten eine nahezu unerträgliche Intensität.
Comencini selbst bezeichnete den Unverstandenen als einen Film, „den ich sehr mag und auf den ich stolz bin.“

## Hintergrund
Der in Florenz spielende Film lief in Italien im Kino, bevor er bei den Filmfestspielen von Cannes 1967 aufgeführt wurde. In Deutschland war er nicht in den Kinos zu sehen.
Luigi Comencini erhielt für diesen Film 1967 den David di Donatello für die beste Regie, während Armando Nannuzzi im Jahr darauf einen Nastro d’Argento für die beste Kameraarbeit in Farbe zugesprochen bekam.
1984 entstand eine US-amerikanische Neuverfilmung (Unverstanden) unter der Regie von Jerry Schatzberg.